# 이슬람의 예언자

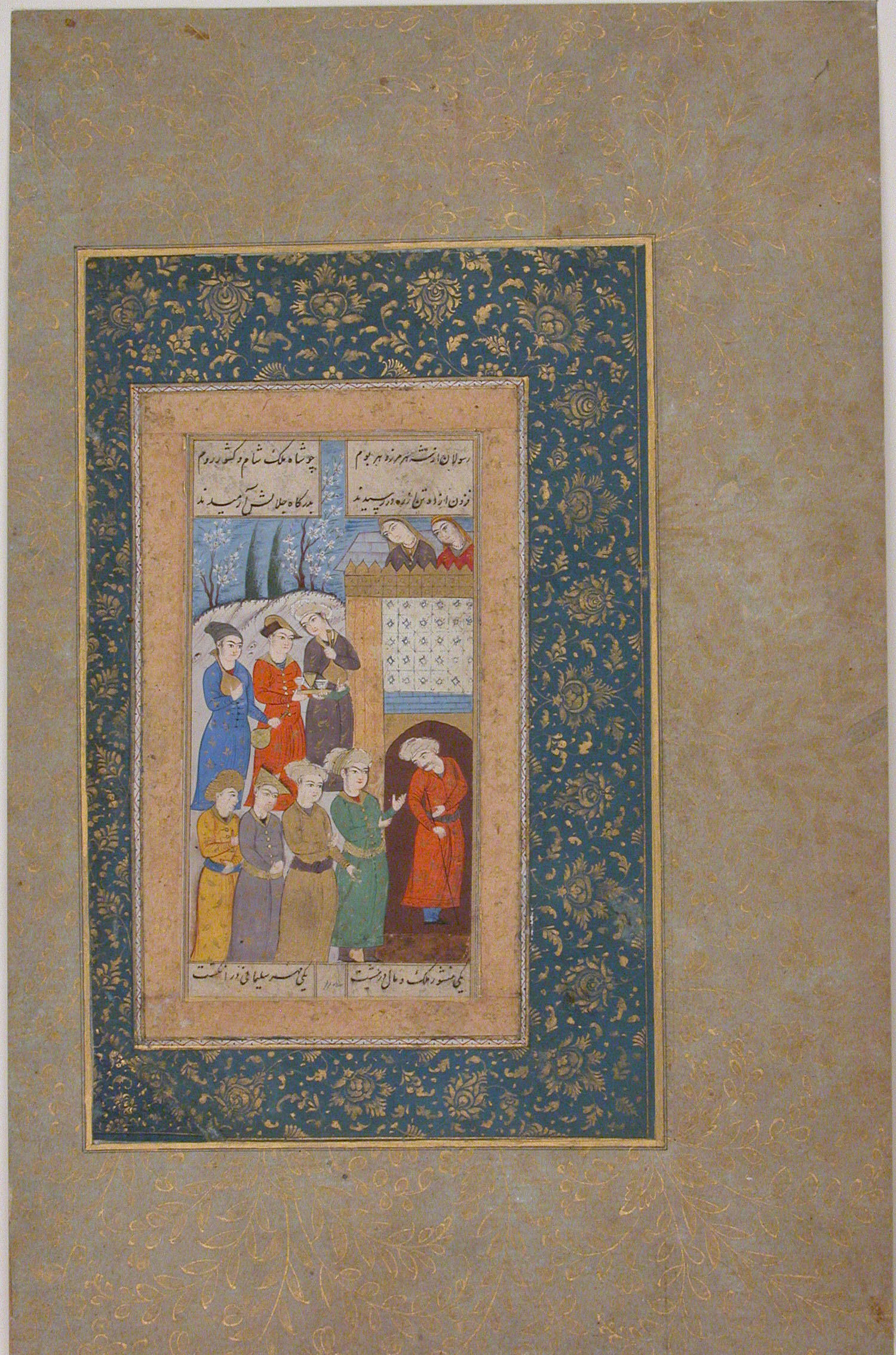
아담과 네 예언자

이슬람의 예언자(아랍어: الأنبياء في الإسلام)는 쿠란에서 알라가 모든 민족에게 내려보낸 예언자를 뜻한다. 하디스에 언급된 바에 따르면, 그 예언자의 수는 124,000명에 이른다. 예언은 당대에 알라의 계시를 받으나, 꼭 이를 사람들에게 선포하는 것은 아니다. 유명한 예언자로는 아담, 아브라함, 모세, 다윗, 솔로몬, 예수를 들 수 있다.

## 예언자 25인
쿠란을 통해 소개된 대표적인 예언자는 25명이다. 그들의 이름은 다음과 같다(연대순 표기:아랍어/한글).
1. 아담/아담 آدم/Adam
2. 이드리스/에녹 ادريس/Enoch
3. 누흐/노아 نوح/Noah
4. 후드/에벨 هود/Eber
5. 살리흐/셀라 صال/Selah
6. 이브라힘/아브라함 ابراهيم/Abraham
7. 루트/룻 لوط/Lot
8. 이스마일/이스마엘 اسماعيل/Ishmael
9. 이스하크/이삭 اسحاق/Isaac
10. 야쿠브/야곱 يعقوب/Jacob
11. 유수프/요셉 يوسف/Joseph
12. 아이유브/욥 أيوب/Job
13. 슈아이브/이드로 شعيب/Jethro
14. 무사/모세 موسى/Moses
15. 하룬/아론 هارون/Aaron
16. 둘키플/에제키엘 ذو الكفل/Ezekiel
17. 다우드/다윗 داود/David
18. 술라이만/솔로몬 سليمان/Solomon
19. 일야스/엘리야 إلياس/Elijah
20. 알야사/엘리사 اليسع/Elisha
21. 유누스/요나 يونس/Jonah
22. 자카리야/사가랴 زكريا/Zechariah
23. 야흐야/세례자 요한 يحيى/John the Baptist
24. 이사/예수 عيسى/Jesus
25. 무함마드 محمد/Muhammad

무슬림은 이 예언자들이 알라의 예언자임을 믿는다. 특히 아담, 노아, 아브라함, 모세, 예수, 무함마드는 이슬람에서 중요한 위치를 차지하는 예언자이다. 또한 그들은 무함마드 이후에는 최후의 심판의 날까지 새로운 예언자가 출현하지 않는다고 믿는다.

### 성사
성사(聖使)는 라쑬룰 라의 한역어이다. 그 뜻은 “알라가 보낸 사람”이다. 이제까지 아브라함, 모세, 예수 그리고 무함마드, 이렇게 4명이다.
이슬람에서 예언자와 성사는 알라의 영감과 계시를 받아 선택된 완전무결한 사람이다. 예언자는 말 그대로 알라의 뜻과 종교적 미래상을 예언하는 사람이다. 그런데 성사는 그러한 예언과 더불어 그것을 실현할 수 있는 능력을 지닌 사람이다. 그러므로 모든 성사는 예언자이나, 모든 예언자는 성사이지는 않다.

### 이슬람의 예언자들이 계시받은 책
이슬람의 가르침에 따르면 알라는 예언자들마다 자신의 메시지를 전하였으며, 그 메시지는 수후프나 키탑의 형태로 보존되었다. 현재 기록으로 남아있는 성서는 아래와 같다(연대순 표기:아랍어/한글).
1. 모세 : 타우라(Tawrah)/구약성서 가운데 모세5경
2. 다윗 : 자부르(Zaboor)/시편
3. 예수 : 인질(Injeel)/신약성서
4. 무함마드 : 쿠란

#### 4가지 성서를 바라보는 이슬람의 관점
이슬람에서는 4가지 성서 모두 알라께서 내리신 책이며 4명의 예언자 역시 알라의 예언자이다. 알라는 자신의 계시의 보호자이기 때문에 알라는 자신이 내린 모든 성서들을 보호한다.

## 같이 보기
- 이슬람교
- 구약 성서
- 신약 성서
- 꾸란